# Coriano (Forlì)
Coriano è una frazione della città di Forlì.
Frazione un tempo agricola, circa un chilometro a nord-est di Forlì, gradualmente è stata assorbita dall'espansione dell'abitato, tanto da risultare ormai un quartiere urbano.
La chiesa parrocchiale è dedicata a San Giovanni Battista.

## Storia
Si ha notizia di un castrum Gauriani, da cui poi Goriano e quindi Coriano, in un documento datato 1177 quando Federico Barbarossa lo concedeva al monastero di San Lorenzo in Cesarea (monastero di cui poi non è rimasta traccia). L'atto di concessione è datato 11 maggio e, altri beni e terreni, viene menzionato come Massam Aurelianam cum castro quod dicitur Gauriani
Il castello sorgeva dove si trova l'attuale chiesa, anche se il tempo ha cancellato le tracce della sua presenza, rilevabile solo dalle sue fondamenta.